# Lijst van middeleeuwse cisterciënzerkloosters in Nederland
Deze lijst bevat de middeleeuwse cisterciënzerkloosters in Nederland, zoals vermeld in het boek Schiere monniken en grijze vrouwen van Philip Holt (2015).

## Kloosters voor mannen
| plaats       | naam                   | stichting/eerste vermelding | opheffing/laatste vermelding |
| ------------ | ---------------------- | --------------------------- | ---------------------------- |
| Rinsumageest | Klaarkamp              | 1163                        | 1580                         |
| Hartwerd     | Bloemkamp              | 1191                        | 1580                         |
| Aduard       | Sint-Bernardusabdij    | 1192                        | 1594                         |
| Augustinusga | Gerkesklooster         | 1240                        | 1580                         |
| Termunten    | Boskamp                | 1247                        | 1569                         |
| IJsselstein  | Onze Lieve Vrouw-Berg  | 1394                        | 1577                         |
| Warmond      | Mariënhave             | 1386                        | 1574                         |
| Sibculo      | Groot Galilea          | 1403                        | 1579                         |
| Heusden      | Mariënkroon            | 1384                        | 1629                         |
| Oud-Heusden  | Mariëndonk             | 1443                        | 1581                         |
| Heemstede    | Hemelpoort             | 1458                        | 1560                         |
| Monnickendam | Galilea Minor          | 1431                        | 1573                         |
| Zierikzee    | Onze Lieve Vrouwe-Zaal | 1311                        | 1572                         |
| Wateringen   | Bethlehem              | 1485                        | 1573                         |

## Kloosters voor vrouwen
| plaats        | naam               | stichting/eerste vermelding | opheffing/laatste vermelding |
| ------------- | ------------------ | --------------------------- | ---------------------------- |
| Niawier       | Sion               | 1215                        | 1580                         |
| Hallum        | Nazareth           | 1215                        | 1580                         |
| Scharnegoutum | Nijeklooster       | 1233                        | 1572                         |
| Luinjeberd    | Steenkerk          | 1281                        | 1580                         |
| Marum         | Trimunt            | 1328                        | 1584                         |
| Ten Boer      | Sint Anna          | 1340                        | 1594                         |
| Burum         | Vrouwenklooster    | 1326                        | 1580                         |
| Midwolda      | Grijzevrouwen      | 1259                        | 1574                         |
| Haren         | Yesse              | 1215                        | 1594                         |
| Roermond      | Munsterabdij       | 1218                        | 1797                         |
| Elkerzee      | Bethlehem          | 1224                        | 1572                         |
| Utrecht       | Sint-Servaasabdij  | 1225                        | 1580                         |
| Deventer      | Ter Hunnepe        | 1228                        | 1811                         |
| Loosduinen    | Cisterciënzerinnen | 1230                        | 1573                         |
| Aagtekerke    | OLV-kamer          | 1236                        | 1572                         |
| Beoostenblide | Maria Blijdschap   | 1230                        | 1574                         |
| Utrecht       | Mariëndaal         | 1244                        | 1580                         |
| Helmond       | Keizerinnedal      | 1244                        | 1650                         |
| Rolde         | Mariënkamp         | 1246                        | 1602                         |
| Noordwijk     | Leeuwenhorst       | 1261                        | 1573                         |